# El ruiseñor y la rosa
El ruiseñor y la rosa (título original: The Nightingale and the Rose) es un cuento de hadas escrito por el poeta, escritor y dramaturgo británico-irlandés Oscar Wilde. Fue publicado por primera vez en El principe feliz y otros cuentos junto a otros cuatro cuentos del autor en 1888.

## Trama
Un ruiseñor oye los lamentos de un estudiante causados por la negativa de la hija de su profesor a bailar con él a menos que le traiga una rosa roja. El ruiseñor visita todos los rosales del jardín, y uno de ellos le dice que hay una manera de producir una rosa roja, pero solo si el ruiseñor está dispuesto a cantar su canción más dulce durante toda la noche y sacrificar su vida para crearla. Viendo las lágrimas del estudiante, el ruiseñor lleva a cabo el ritual, y clava su corazón a una espina para que su sangre pueda dar color a la rosa. A la mañana siguiente, el estudiante está contento, pues tiene la rosa roja, pero la hija del profesor le rechaza de nuevo debido a que otro hombre la ha obsequiado con joyas «y ya se sabe que las joyas cuestan más que las flores», le dice. El estudiante lanza con ira la rosa a la calle, vuelve a sus estudios, y decide no creer en el amor verdadero nunca más.

## Publicación
El ruiseñor y la rosa fue publicado por primera vez en 1888 en la colección El príncipe feliz y otros cuentos, que reúne cinco cuentos de Oscar Wilde. Fue escrito dos años después de haber nacido el último hijo del autor.